# Stała Legendre’a
Stała Legendre’a to stała niewykorzystywana obecnie w matematyce, której znaczenie jest jedynie historyczne. Przed odkryciem twierdzenia o liczbach pierwszych, matematyk francuski Adrien-Marie Legendre, bazując na dostępnej ówcześnie wiedzy, wysunął hipotezę dotyczącą częstości występowanie liczb pierwszych:
{\displaystyle \pi (n)={\frac {n}{\ln(n)-A(n)}}.}
Wtedy:
{\displaystyle B'_{L}=\lim _{n\rightarrow \infty }A(n)\approx 1{,}08366\dots }
Wielkość tę nazwano stałą Legendre’a. Później Gauss doszedł do wniosku, że wartość stałej może być nieco niższa. Okazuje się, że najlepszym przybliżeniem B′L jest wartość 1. Dlatego też stała Legendre’a nie jest obecnie używana.